# Un voisin trop parfait
Pour plus de détails, voir Fiche technique et Distribution.
Un voisin trop parfait ou Le Garçon d'à côté au Québec (The Boy Next Door) est un thriller américain de Rob Cohen, sorti en 2015.

## Synopsis
À Los Angeles, Claire Peterson (Jennifer Lopez), une professeure divorcée, a une aventure avec son nouveau voisin Noah Sandborn (Ryan Guzman), âgé de 19 ans, un élève du lycée où elle travaille. Lorsque celle-ci décide de cesser de le voir, ses ennuis vont commencer, car Noah n'a pas l'intention de la laisser lui échapper.

## Fiche technique
- Titre original : The Boy Next Door
- Titre français : Un voisin trop parfait
- Titre québécois : Le Garçon d'à côté
- Réalisation : Rob Cohen
- Scénario : Barbara Curry
- Direction artistique : Charles Varga
- Décors :
- Costumes : Courtney Hoffman
- Photographie : David McFarland
- Son : Kelly Cabral
- Montage : Michel Aller
- Musique : Nathan Barr et Randy Edelman
- Production : Jason Blum
- Sociétés de production : Blumhouse Productions et Universal Pictures
- Société de distribution : Universal Pictures
- Budget : 4 000 000 $[1]
- Pays d’origine :  États-Unis
- Langue originale : anglais
- Format : couleur
- Genre : thriller
- Durée : 91 minutes
- Dates de sortie : 
  -  États-Unis : 23 janvier 2015
  -  France : 20 mai 2015
- Interdit aux moins de 12 ans[Où ?]

## Distribution
- Jennifer Lopez (VF : Ethel Houbiers ; VQ : Hélène Mondoux) : Claire Peterson
- Ryan Guzman (VF : Valentin Merlet ; VQ : Marc-André Brunet) : Noah Sandborn
- Ian Nelson (VF : Léonard Hamet ; VQ : Nicolas Poulin) : Kevin Peterson
- John Corbett (VF : Lionel Tua ; VQ : Daniel Picard) : Garrett Peterson
- Kristin Chenoweth (VF : Léa Gabrièle ; VQ : Michèle Lituac) : Vicky Lansing
- Lexi Atkins (VF : Lutèce Ragueneau ; VQ : Ludivine Reding) : Allie Callahan
- Hill Harper (VF : Jean-Baptiste Anoumon ; VQ : Martin Watier) : le proviseur Edward Warren
- Bailey Chase (VF : Sylvain Agaësse) : Benny
- Travis Schuldt (VF : Stéphane Pouplard) : Ethan
- Adam Hicks (VF : Théo Frilet ; VQ : Louis-Philippe Berthiaume) : Jason
- François Chau (VF : Patrick Osmond ; VQ : François Godin) : Detective Johnny Chou

- Version française
  - Société de doublage : Dubbing Brothers
  - Direction artistique : Nathalie Régnier
  - Adaptation : François Vidal et Thierry Olieu

 Source et légende : version française (VF) sur RS Doublage
 Source et légende : version québécoise (VQ) sur Doublage.qc.ca
,